# 日本スピッツ

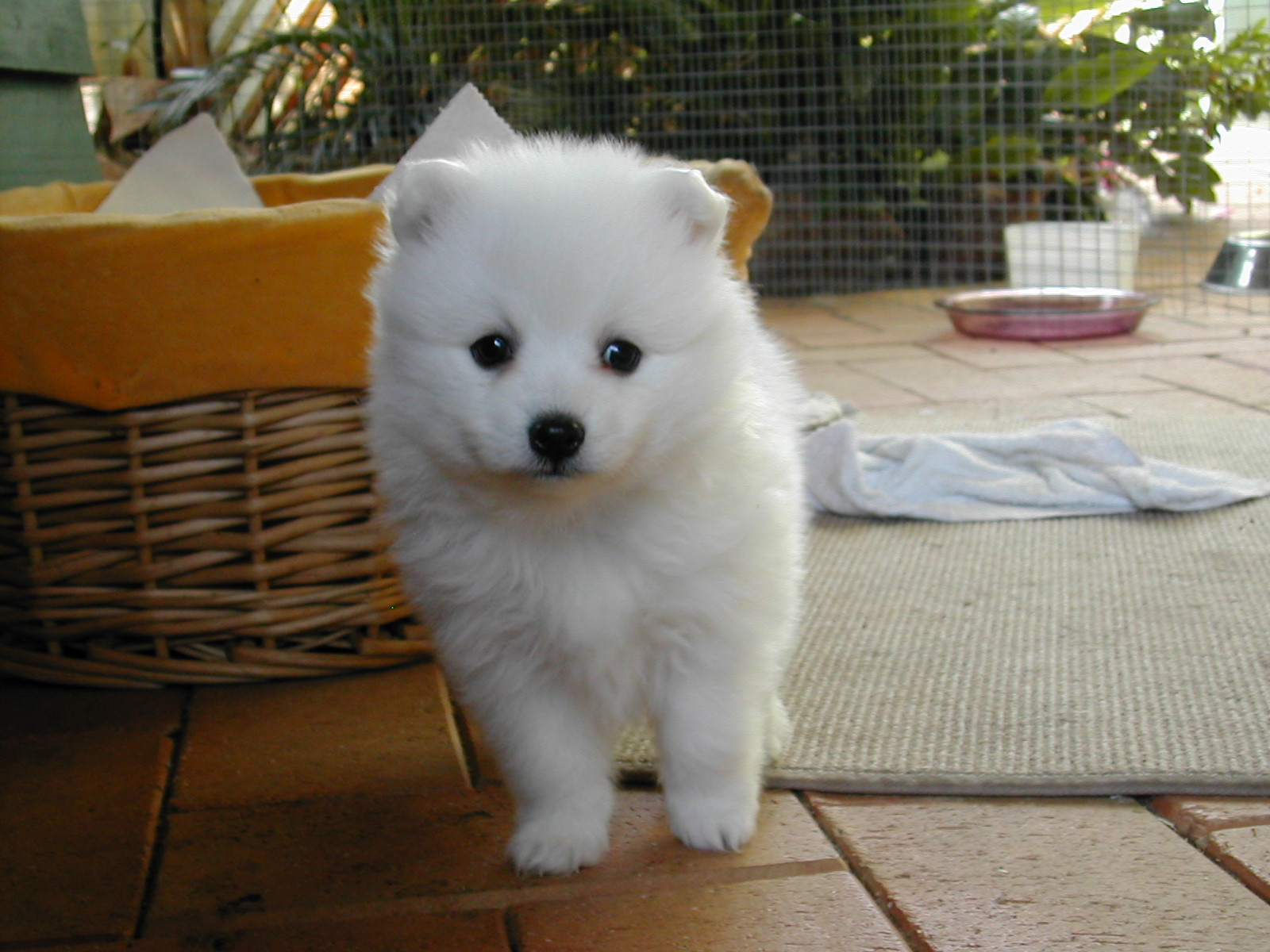
子犬の日本スピッツ

日本スピッツ（にほんスピッツ）は、日本原産の犬種である。
耳が立ち、口吻部が尖ったスピッツの系統の犬で、白い被毛を特徴とする小型犬。

## 歴史

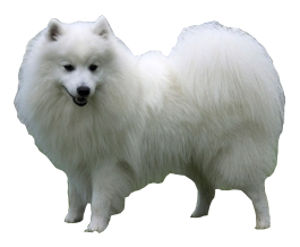
成犬のスピッツ

日本スピッツの由来には諸説があり、はっきりしない。一般的には、1920年代（大正末期から昭和初期）以降、白いジャーマン・スピッツや、アメリカン・エスキモー・ドッグ等の白いスピッツ系の犬を交配して小さく改良し、純白に固定化したものという。ジャーマン・スピッツは1921年頃に東京で開催されたドッグショーに出展されている。一説によれば、20世紀初頭にモンゴルまたは満州から移入されたシベリア原産のサモエドも交配されているというが、これを否定する者もある。
1948年、結成直後の全日本警備犬協会（後のジャパンケネルクラブ）により、統一されたスタンダード（犬種標準）が確立された。国際畜犬連盟には1964年に正式登録された。

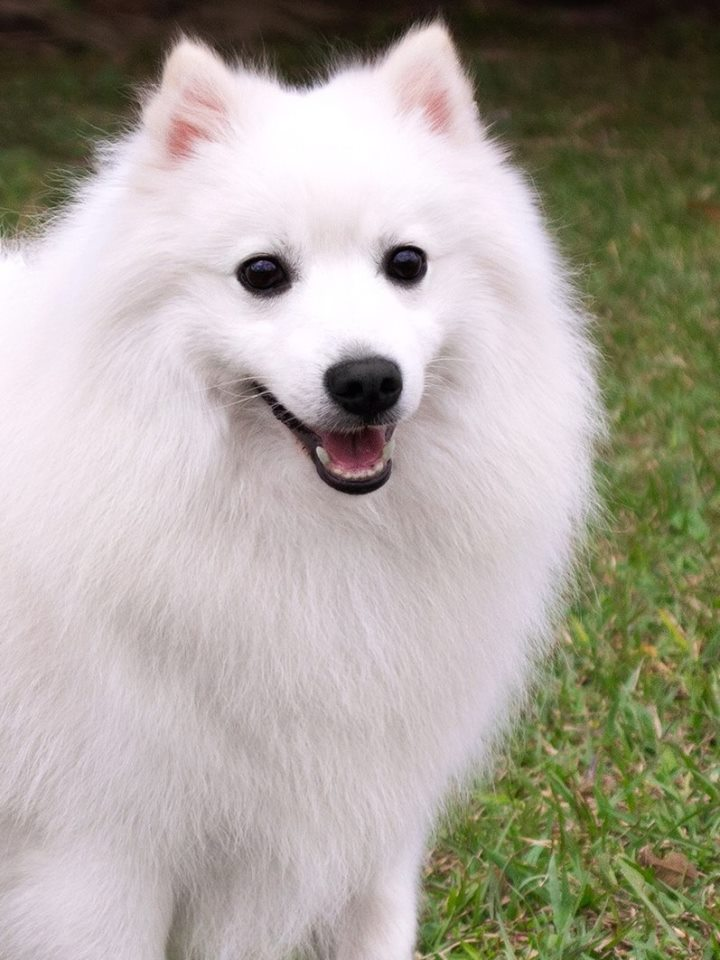
成犬のスピッツ正面

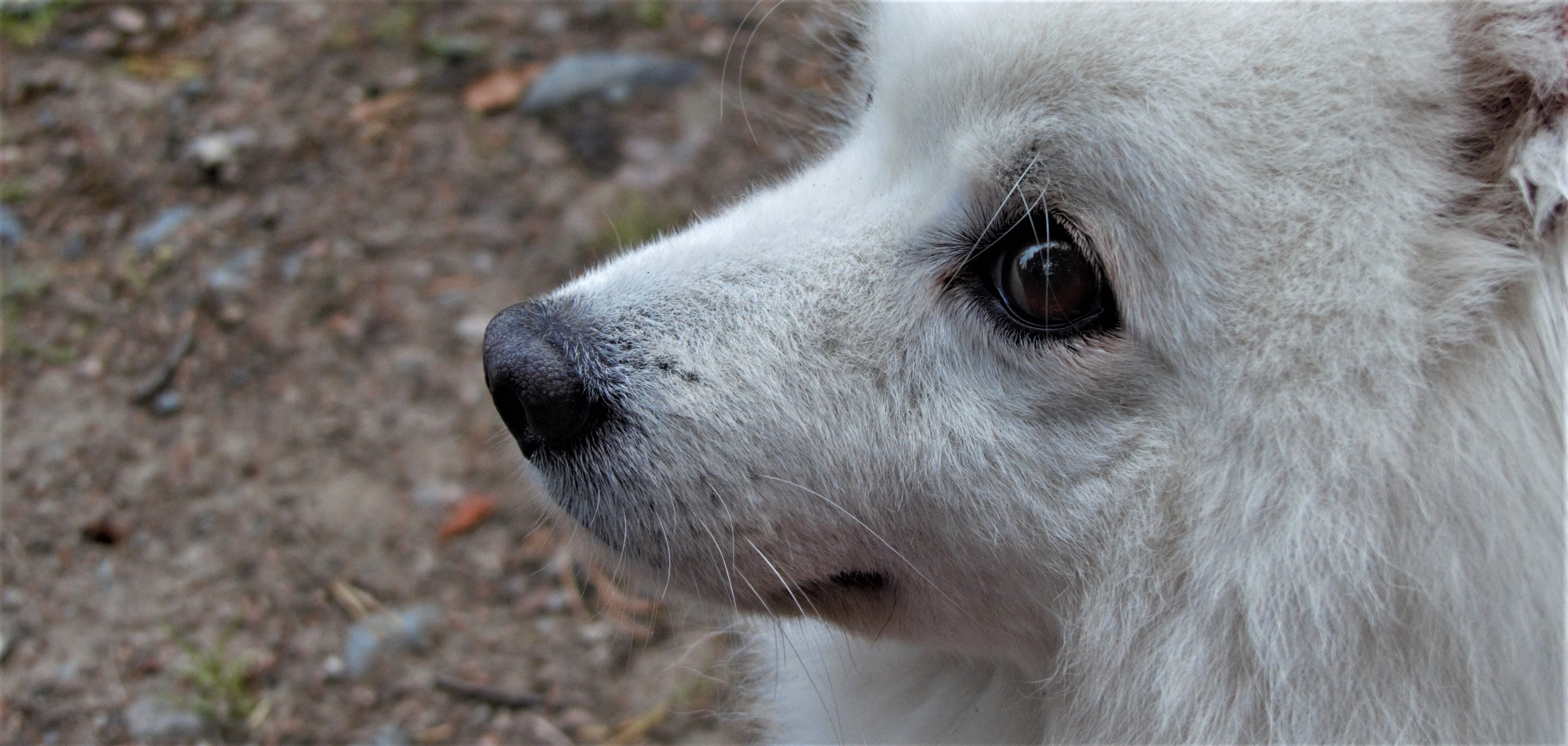
横顔

真っ白な毛並みや黒く大きな眼が愛され、第二次世界大戦後の混乱期から高度成長期にかけて、日本国内で家庭犬として爆発的に流行した。最盛期の1950年代後半には、日本で一年間に登録される犬の4割を占めたほどの人気犬種だった。ところがその後、「神経質でキャンキャン吠える、うるさい犬」との悪印象が定着するとともに人気は衰え、マルチーズやポメラニアンにとって代わられることになった。1991年には1,000頭を割り込んだとさえ言われる。無駄吠えが多かったのは、外で鎖につないで飼うという当時の飼育習慣によるところが大きいという。また、その後、性格の改良が続けられ、現在のスピッツは、あまり無駄ぼえはしない。
日本スピッツは1970年代以降、北欧やイギリスで人気が出た。公式に輸入されたのは、1973年のスウェーデンがはじめで、その子孫がイギリスにもたらされて人気を得た。イギリスのザ・ケネルクラブでは1977年に公認された。

## 特徴
体高はオスが30-38 cm、体重は5-11 kg程度で、メスはやや小さい。目鼻が黒く、額や耳、前肢の前面を除いて、全身を光沢のある純白の長い被毛で覆われている。特に、首から前胸にかけての飾り毛が非常に美しい。下毛は短く、柔らかい。春になると、大量の毛が抜け落ちる。
性質は明朗で活発、ものおぼえがよく、他人に対しては警戒心が強いが、飼い主に対しては従順である。しかし、繊細で神経質でストレスを抱え込みやすい。また、サモエドに似ている。